# 찰스 베스트

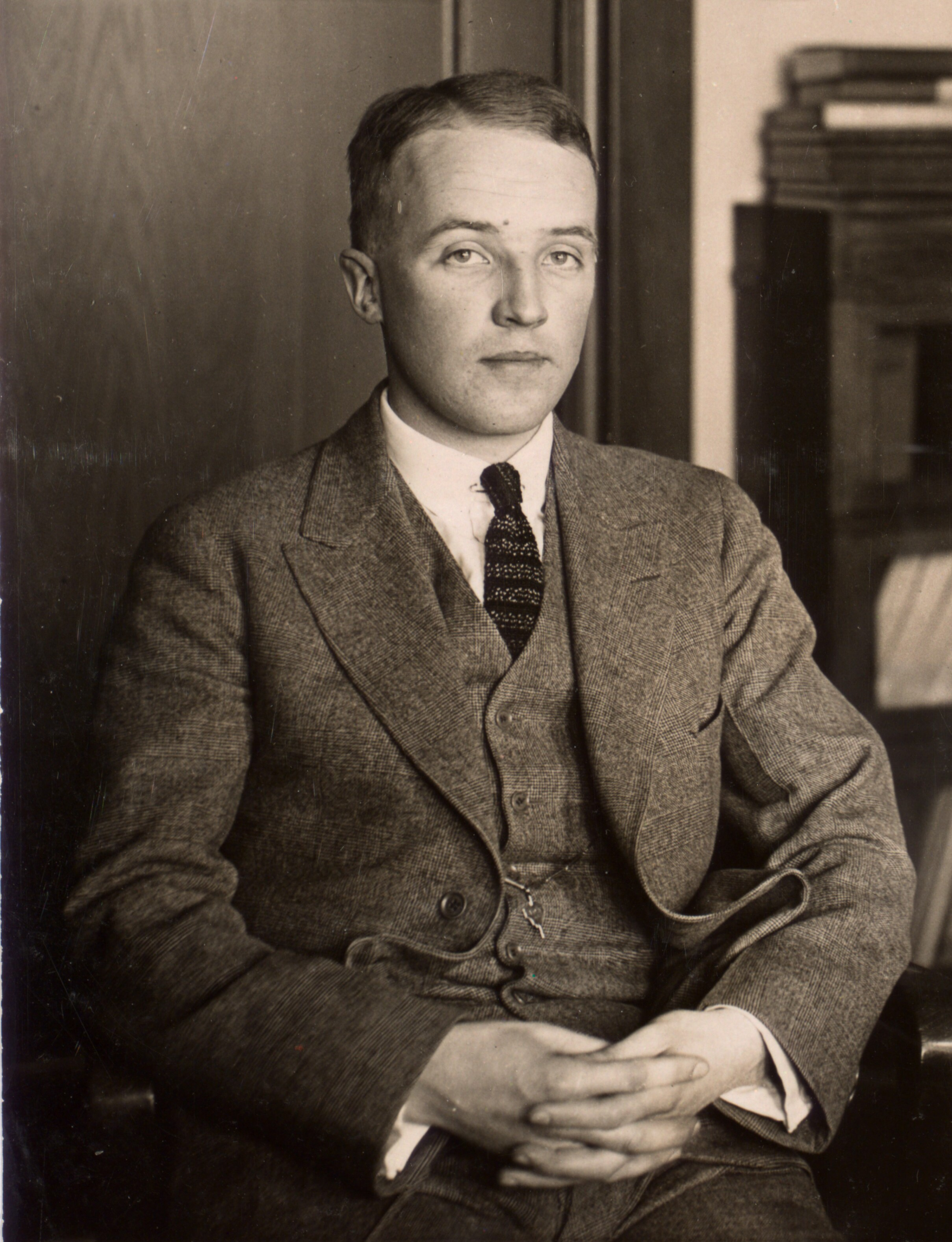

찰스 허버트 베스트(영어: Charles Herbert Best, 1899년 2월 27일 미국 ~ 1978년 3월 31일)은 미국 출신의 캐나다의 생리학자이다. 당뇨병 치료제 인슐린을 발명한 프레더릭 벤팅의 제자이다.